# Ptinus fascicularis
Ptinus fascicularis là một loài bọ cánh cứng trong họ Ptinidae. Loài này được Erichson miêu tả khoa học năm 1847.